# Хованщинское сельское поселение
Хованщинское се́льское поселе́ние — муниципальное образование в Рузаевском районе Мордовии Российской Федерации.
Административный центр — село Хованщина.

## История
Статус и границы сельского поселения установлены Законом Республики Мордовия от 7 февраля 2005 года № 14-З «Об установлении границ муниципальных образований Рузаевского муниципального района, Рузаевского муниципального района и наделении их статусом сельского поселения, городского поселения и муниципального района».

## Население
| 2002 | 2010 | 2012 | 2013 | 2014 | 2015 | 2016 |
| ---- | ---- | ---- | ---- | ---- | ---- | ---- |
| 637  | ↘620 | ↘599 | ↘577 | ↘576 | ↘560 | ↗576 |
| 2017 | 2018 | 2019 | 2020 | 2021 |      |      |
| ↘572 | ↘555 | ↘538 | ↘517 | ↘477 |      |      |

## Состав сельского поселения
| № | Населённый пункт | Тип населённого пункта       | Население |
| - | ---------------- | ---------------------------- | --------- |
| 1 | Дивеевка         | посёлок                      | ↘12       |
| 2 | Куликовка        | село                         | ↘15       |
| 3 | Хованщина        | село, административный центр | ↗593      |